# Madman Across the Water
《Madman Across the Water》는 1971년 11월 5일에 DJM과 유니 레코드를 통해 발매된 영국의 음악가 엘튼 존의 네 번째 스튜디오 음반이다. 이 음반은 존이 발매한 네 번째 스튜디오 음반이자 1971년에 발매될 세 번째 음반으로, 그 무렵 존은 인기 있는 음악가로서 두각을 나타내고 있었다. 존의 첫 프로그레시브 록 음반인 《Madman Aross the Water》는 작곡은 존이 맡았고, 그의 파트너인 버니 토핀은 작사를 맡으며 9개의 트랙을 포함한다. 예스의 키보디스트인 릭 웨이크먼은 두 곡에서 해먼드 오르간을 연주한다.
《Madman Across the Water》에서 발매된 싱글은 〈Levon〉과 〈Tiny Dancer〉 두 곡이었다. 1972년 2월에 골드 인증을 받았으며, 1993년 3월에 플래티넘, 1998년 8월에 미국 음반 산업 협회에 의해 2배 플래티넘 인증을 받았다. 이 음반은 로버트 다이머리의 《죽기 전에 꼭 들어야 할 앨범 1001》에 수록되었다. 2022년 6월 10일, 음반은 발매 50주년을 맞아 디럭스 에디션으로 재발매되었으며, 데모, 테이크아웃, 얼터너티브 테이크를 포함한 18개의 미공개 트랙과 존과 토핀의 메모가 담긴 40페이지 분량의 책이 수록되어 있다.

## 배경
《Madman Across the Water》는 엘튼 존이 발매한 네 번째 스튜디오 음반이자, 1971년에 발매된 세 번째 음반으로, 그 때 존은 인기 있는 음악가로서 두각을 나타내고 있었다. 이 곡에는 9곡이 수록되어 있는데, 각각 존이 작곡하고 공연했으며, 작사 파트너인 버니 토핀이 그의 이전 곡과 같이 작사했다. 당시 존의 다른 모든 스튜디오 음반과 마찬가지로 《Madman Across the Water》는 프로듀서 거스 더전이 스튜디오 녹음을 위한 그룹에 대한 믿음이 부족해 베이시스트 디 머리와 드러머 나이젤 올슨으로 구성된 존의 투어 밴드를 단 한 곡에 담았다. 대신, 대부분의 트랙은 폴 벅마스터가 합성한 스튜디오 플레이어와 스트링 배열에 의해 뒷받침되었다. 이전에 더전과 함께 마그나 카르타의 일원으로 일한 적이 있는 데이비 존스톤도 메인 기타리스트로 기용되었다.
머리와 올슨은 나중에 존의 후속 음반인 《Honky Château》에 완전히 수록될 것이다. 이후 밴드 멤버인 타악기 연주자 레이 쿠퍼가 이 음반으로 첫 선을 보인다. 이것은 런던의 트라이던트 스튜디오에서 녹음된 존의 마지막 음반이었지만, 후속 음반은 트라이던트에서 리믹스되거나 오버덥이 되었다. 칼렙 퀘이와 로저 포프는 머리와 올슨이 밴드에서 탈퇴한 후 1975년 《Rock of the Westies》가 될 때까지 다시는 존과 함께 연주하지 않을 것이다.

### 제목
이 음반의 타이틀곡은 처음에는 기타리스트 믹 론슨이 주 음악가로 참여한 존의 이전 음반인 《Tumbleweed Connection》에 발표될 예정이었으나, 이 음반은 제쳐졌고, 기타에 존스톤이 실린 채로 이 음반에 재녹음되었다. 이전 버전은 리마스터드된 《Tumbleweed Connection》 CD에 포함되었다.
이 곡의 가사가 리처드 닉슨 당시 미국 대통령을 지칭했다는 소문을 불식시킨 버니 토핀은 이렇게 말했다.
| “ | 70년대에 사람들이 〈Madman Across the Water〉가 리처드 닉슨에 관한 것이라고 말했을 때, 저는 "그건 천재적인 일"이라고 생각했습니다. 그런 생각을 할 수 없었을 거예요. | ” |

## 평가
| 평가 점수                         | 평가 점수 |
| 출처                              | 점수      |
| --------------------------------- | --------- |
| AllMusic                          | [ 2 ]     |
| Christgau's Record Guide          | C         |
| The Encyclopedia of Popular Music | [ 11 ]    |
| Tom Hull – on the Web             | B−        |

《Madman Across the Water》는 존의 가장 낮은 차트를 기록한 음반 중 하나였다. 존은 영국 음반 차트에서 41위로 정점을 찍고, 그곳에서 2주를 보냈다. 음반은 북아메리카에서 훨씬 더 잘 팔렸고, 미국 빌보드 200에서 8위로 정점을 찍고 그 후 1972년 연말 리스트에서 10위로 올라섰다.
이 음반은 1972년 2월, 미국 음반 산업 협회로부터 골드 인증을 받았으며, 미국에서만 도매가로 100만 달러의 판매를 달성했다. 1993년, 이 음반은 미국에서 100만 장 이상의 출하량을 나타내며 플래티넘 인증을 받았다. 1998년, 이 음반은 미국에서 200만 장 이상의 출하량을 나타내며 멀티 플래티넘 인증을 받았다. 2017년 5월, 이 음반은 영국 축음기 협회에서 60,000장의 판매량으로 실버 인증을 받았다.
발매 당시 《롤링 스톤》의 알렉스 두브로는 음반에 특별히 열광하지 않았고, 두 명의 전작에 비해 열등하다고 생각했다. 그는 〈Tiny Dancer〉와 〈Levon〉을 칭찬했지만, 음반 전반에 걸쳐 가사가 혼란스러워서 존의 현재 팬들을 화나게 하지는 않지만 새로운 팬들도 얻지 못하는 "어렵고 때로는 불가능할 정도로 밀도가 높은 음반"이라고 결론지었다. 그러나 《사운즈》 잡지의 페니 발렌타인은 존을 "엄청난 감정과 힘을 가진 음악가"이자 탐구되지 않은 재능으로 가득 찬 사람으로 묘사하며 더욱 긍정적이었다.
《Madman Across the Water》는 존이 프로그레시브 록에 처음 진출한 음반으로, 잘 팔리지 못했다. 그의 다음 음반인 《Honky Château》는 글램 록으로 기어를 바꾸며 더 성공적인 발매를 시작했다. 그는 1976년 《Blue Moves》라는 또 다른 덜 인기 있는 음반이 나올 때까지 프로그레시브 록을 다시 언급하지 않았다. 《Madman Across the Water》는 북아메리카에서는 BBC 라디오 1과 달리 긴 싱글을 연주할 의향이 있는 FM 라디오 디제이들의 도움을 받았다.

## 곡 목록
모든 곡들은 엘튼 존과 버니 토핀에 의해 작사/작곡하였다.
| #  | 제목                        | 재생 시간 |
| -- | --------------------------- | --------- |
| 1. | 〈Tiny Dancer〉             | 6:15      |
| 2. | 〈Levon〉                   | 5:22      |
| 3. | 〈Razor Face〉              | 4:44      |
| 4. | 〈Madman Across the Water〉 | 5:56      |

| #  | 제목                | 재생 시간 |
| -- | ------------------- | --------- |
| 1. | 〈Indian Sunset〉   | 6:45      |
| 2. | 〈Holiday Inn〉     | 4:17      |
| 3. | 〈Rotten Peaches〉  | 4:56      |
| 4. | 〈All the Nasties〉 | 5:08      |
| 5. | 〈Goodbye〉         | 1:48      |

## 인증
| 국가                                                            | 인증        | 판매량/출하량 |
| --------------------------------------------------------------- | ----------- | ------------- |
| 오스트레일리아 (ARIA)                                           | 골드        | 20,000^       |
| 캐나다 (뮤직 캐나다)                                            | 플래티넘    | 100,000^      |
| 영국 (BPI) original release                                     | 골드        | 100,000^      |
| 영국 (BPI) sales since 1993                                     | 실버        | 60,000        |
| 미국 (RIAA)                                                     | 2× 플래티넘 | 2,000,000^    |
| ^출하량을 기반으로 한 인증 · 판매량+스트리밍을 기반으로 한 인증 |             |               |